# بخش گارو هیلز جنوبی
بخش گارو هیلز جنوبی (به انگلیسی: South Garo Hills district) یک منطقهٔ مسکونی در هند است که در مگالایا واقع شده‌است. بخش گارو هیلز جنوبی ۱٬۸۵۰ کیلومتر مربع مساحت و ۱۴۲٬۳۳۴ نفر جمعیت دارد.